# 1254 Erfordia
1254 Erfordia eller 1932 JA är en asteroid i huvudbältet, som upptäcktes 10 maj 1932 av den tyske astronomen Johannes F. Hartmann i La Plata. Den har fått sitt namn efter upptäckarens födelsestad Erfurt.
Asteroiden har en diameter på ungefär 51 kilometer.